# Mikhael Gromov
Mikhael Leonidovich Gromov (em russo:  Михаил Леонидович Громов), também conhecido como Mikhail Gromov, Michael Gromov, ou Misha Gromov (Boksitogorsk, 23 de dezembro de 1943), é um matemático russo naturalizado francês.
É conhecido por fundamentais contribuições em diversas áreas da matemática. É considerado um geômetra no sentido amplo da palavra. Seu estilo de geometria possui pontos de vista "críticos" ou "leves", muitas vezes analisando assintoticamente ou por propriedades de grande escala.
Foi palestrante convidado do Congresso Internacional de Matemáticos (ICM) em Nice (1970: A topological technique for the construction of solutions of differential equations and inequalities), Helsinque (1978: Synthetic geometry in Riemannian manifolds) e Varsóvia (1982: Infinite groups as geometric objects). Foi Palestrante Plenário do ICM em Berkeley (1986: Soft and Hard Symplectic Geometry).

## Obras

### Livros
- Metric structures for Riemannian and non-Riemannian spaces (Anhänge von M. Katz, P. Pansu, S. Semmes), Birkhäuser 1999
- Partial Differential Relations, Springer Verlag, Ergebnisse der Mathematik und ihrer Grenzgebiete, 1986
- Asymptotic invariants of infinite groups. Geometric group theory, Vol. 2 (Sussex, 1991), London Math. Soc. Lecture Note Ser., 182, Cambridge Univ. Press, Cambridge, 1993.
- Spaces and Questions, in Noga Alon u.a. (Herausgeber) Visions in Mathematics, Geometric and functional analysis, special volume, GAFA 2000, Birkhäuser, Band 1, S. 118–161
- com Hans Werner Ballmann, Viktor Schroeder: Manifolds of non positive curvature, Birkhäuser 1985

### Artigos selecionados
- Stable mappings of foliations into manifolds. (russisch) Izv. Akad. Nauk SSSR Ser. Mat. 33 1969 707–734.
- com Vladimir Abramovich Rokhlin: Imbeddings and immersions in Riemannian geometry. (russisch) Uspehi Mat. Nauk 25 1970 no. 5 (155), 3–62.
- com Herbert Blaine Lawson: The classification of simply connected manifolds of positive scalar curvature. Ann. of Math. (2) 111 (1980), no. 3, 423–434.
- Groups of polynomial growth and expanding maps. Inst. Hautes Études Sci. Publ. Math. No. 53 (1981), 53–73.
- com Jeff Cheeger, Michael Eugene Taylor: Finite propagation speed, kernel estimates for functions of the Laplace operator, and the geometry of complete Riemannian manifolds. J. Differential Geom. 17 (1982), no. 1, 15–53.
- Volume and bounded cohomology. Inst. Hautes Études Sci. Publ. Math. No. 56 (1982), 5–99 (1983).
- Filling Riemannian manifolds. J. Differential Geom. 18 (1983), no. 1, 1–147.
- com Herbert Blaine Lawson: Positive scalar curvature and the Dirac operator on complete Riemannian manifolds. Inst. Hautes Études Sci. Publ. Math. No. 58 (1983), 83–196 (1984).
- Pseudoholomorphic curves in symplectic manifolds. Invent. Math. 82 (1985), no. 2, 307–347.
- com Jeff Cheeger: L2-cohomology and group cohomology. Topology 25 (1986), no. 2, 189–215.
- Hyperbolic groups. Essays in group theory, 75–263, Math. Sci. Res. Inst. Publ., 8, Springer, New York, 1987.
- com Yuri Burago, Grigori Perelman: A. D. Aleksandrov spaces with curvatures bounded below. (russisch) Uspekhi Mat. Nauk 47 (1992), no. 2(284), 3--51, 222
- com Richard Schoen: Harmonic maps into singular spaces and p-adic superrigidity for lattices in groups of rank one. Inst. Hautes Études Sci. Publ. Math. No. 76 (1992), 165–246.
- Carnot-Carathéodory spaces seen from within. Sub-Riemannian geometry, 79–323, Progr. Math., 144, Birkhäuser, Basel, 1996.
- Random walk in random groups. Geom. Funct. Anal. 13 (2003), no. 1, 73–146.